# Berlin (New Jersey)
Pour les articles homonymes, voir Berlin (homonymie).
Berlin est un borough du comté de Camden au New Jersey.
Sa population était de 7 558 habitants en 2010.